# Mount Mignone
Mount Mignone ist ein 2025 m hoher Berg im ostantarktischen Viktorialand. In den Cathedral Rocks der Royal Society Range ragt er zwischen dem Darkowski- und dem Bol-Gletscher auf.
Das Advisory Committee on Antarctic Names benannte den Berg 1992 nach Leutnant John C. Mignone von der United States Navy, der im antarktischen Winter 1966 als Kaplan auf der McMurdo-Station tätig war.